# Strågeryd
Strågeryd är ett bostadsområde i södra delen av tätorten Kättilsmåla i Augerums socken Karlskrona kommun i Blekinge län. 
År 1990 avgränsade SCB en småort i området. Strågeryd hade då 82 invånare på 10 hektar. Till nästa avgränsning år 1995 upphörde Strågeryd som småort och blev tillsammans med den tidigare småorten Kättilsmåla en ny tätort med namnet Kättilsmåla.